# Köcherbaum
Der Köcherbaum (Aloe dichotoma) ist eine Pflanzenart der Gattung der Aloen in der Unterfamilie der Affodillgewächse (Asphodeloideae). Das Artepitheton dichotoma leitet sich vom griechischen Wort „διχότομος“ (dichotomos) für geteilt ab und verweist auf die zweigabligen Äste. Der Trivialname „Kokerboom“ (Afrikaans) wurde erstmals 1685 von Simon van der Stel während dessen Expedition durch das Namaqualand verzeichnet.

## Beschreibung

### Vegetative Merkmale
Der Köcherbaum wächst stammbildend mit reich dichotomisch verzweigten, halbkugeligen und dichten Kronen. Der aufrechte, bis zu neun Meter hohe Stamm erreicht an der Basis einen Durchmesser von bis zu einem Meter. Die etwa 20 lanzettlich-linealischen, blaugrünen Laubblätter sitzen dicht rosettenförmig an den Zweigen. Die Blattspreite ist bis 35 Zentimeter lang und bis fünf Zentimeter breit. Die sehr schmalen, bräunlich gelben Blattränder sind mit 1 Millimeter großen bräunlich gelben Zähnchen besetzt, die zur Blattspitze kleiner werden.

### Blütenstände und Blüten
Der drei- bis fünfmal verzweigte, traubige Blütenstand erreicht eine Höhe von bis zu 30 Zentimeter. Die breit zylindrischen, leicht spitz zulaufenden traubigen Teilblütenstände sind bis zu 15 Zentimeter lang und bis zu 9 Zentimeter breit. Die Blütenstiele besitzen eine Länge von 5 bis 10 Millimeter. Die bauchigen Blüten sind 33 Millimeter lang, an der Basis kurz verschmälert und in der Mitte bis zu einem Durchmesser von 14 Millimeter geweitet. Die Blütenhüllblätter sind leuchtend kanariengelb. Ihre äußeren Perigonblätter sind auf einer Länge von 25 Millimetern nicht miteinander verwachsen. Die Staubblätter und der Griffel ragen 12 bis 15 Millimeter aus der Blüte heraus.

### Genetik
Die Chromosomenzahl beträgt {\displaystyle 2n=14}.

## Systematik und Verbreitung
Der Köcherbaum ist in Namibia und der südafrikanischen Provinz Nordkap verbreitet, wo er zumeist an felsigen Hängen wächst. Eine besonders große Anzahl Köcherbäume wächst im Köcherbaumwald nordöstlich von Keetmanshoop.
Die erste Beschreibung des Köcherbaums erfolgte 1685 durch Simon van der Stel. Er berichtete auch, dass Buschmänner die Zweige als Köcher gebrauchten, woraus dann der Name Köcherbaum entstand.
Die Erstbeschreibung durch Francis Masson wurde 1776 veröffentlicht. Synonyme sind Rhipidodendrum dichotomum (Masson) Willd. (1811), Aloe ramosa Haw. (1804), Aloe montana Schinz (1896), Aloe dichotoma var. dichotoma, Aloe dichotoma var. montana (Schinz) A.Berger (1908) und Aloidendron dichotomum (Masson) Klopper & Gideon F.Sm. (2013).

## Bedeutung
Der Köcherbaum dient dem Siedelweber als Nistplatz. Der Nektar aus den Blüten gehört zur bevorzugten Nahrung des Kapnektarvogels.

## Nachweise